# Stictoptera pseudosubobliqua
Stictoptera pseudosubobliqua är en fjärilsart som beskrevs av Embrik Strand 1917. Stictoptera pseudosubobliqua ingår i släktet Stictoptera och familjen nattflyn. Inga underarter finns listade i Catalogue of Life.